# Them Dirty Blues
Them Dirty Blues — студійний альбом американського джазового саксофоніста Кеннонболла Еддерлі, випущений у 1960 році лейблом Riverside.

## Опис
Цей альбом, записаний на початку 1960 року під назвою Them Dirty Blues включає дві класичні джазові композиції: «Work Song» Нета Еддерлі і «Dat Dere» Боббі Тіммонса, яка є продовженням його «This Here». У сесії взяв участь другий квінтет Кеннонболла Еддерлі, у складі якого грали його брат Нет Еддерлі (корнет), Боббі Тіммонс на фортепіано (який зіграв на трьох композиціях і був замінений на Баррі Гарріса), Сем Джонс на контрабасі та Луї Гейз на ударних. Them Dirty Blues був випущений на лейблі Riverside перед тим, як Еддерлі перейшов на Capitol.

## Список композицій
1. «Work Song» (Нет Еддерлі) — 5:07
2. «Dat Dere» (Боббі Тіммонс) — 5:29
3. «Easy Living» (Лео Робін, Ральф Рейнджер) — 4:19
4. «Del Sasser» (Сем Джонс) — 4:38
5. «Jeannine» (Дюк Пірсон) — 7:15
6. «Soon» (Джордж Гершвін, Айра Гершвін) — 5:32
7. «Them Dirty Blues» (Джуліан Еддерлі) — 7:10

## Учасники запису
- Джуліан «Кеннонболл» Еддерлі — альт-саксофон
- Нет Еддерлі — корнет
- Баррі Гарріс (1, 3, 5, 7), Боббі Тіммонс (2, 4, 6) — фортепіано
- Сем Джонс — контрабас
- Луї Гейз — ударні

Технічний персонал
- Оррін Кіпньюз — продюсер, текст
- Джек Хіггінс [Нью-Йорк], Рон Мало [Чикаго] — інженер
- Лоуренс Н. Шустак — фотографія [обкладинка]
- Гарріс Левайн, Кен Брейрен, Пол Бейкон — дизайн [обкладинка]